# Angst ist der Taumel der Freiheit
Angst ist der Taumel der Freiheit (im Original Anxiety is the Dizziness of Freedom) ist eine Science-Fiction-Novelle des US-amerikanischen Schriftstellers Ted Chiang, zuerst veröffentlicht in abgeänderter Form als Better Versions of You (englisch für Bessere Versionen von dir) in literarischem Begleittext der The New York Times. Der Titel bezieht sich auf einen Ausdruck aus Der Begriff Angst des dänischen Philosophen Søren Kierkegaard. Die Novelle erschien in Originalfassung in der Sammlung Exhalation: Stories im Jahr 2019 sowie als deutsche Übersetzung von Jakob Schmidt in der Sammlung Die große Stille, einer kompletten Übersetzung von Exhalation: Stories, herausgegeben vom Golkonda-Verlag im Jahr 2020. Die Novelle war für den Hugo Award, Locus Award und Nebula Award nominiert.

## Handlung
In der Zukunft ist mithilfe eines Prism (modifizierte Abkürzung von „Plaga Interworld Signaling Mechanism“) durch eine quantenmechanische Messung die Aufrechterhaltung des Kontaktes zwischen den beiden sich gemäß der Viele-Welten-Interpretation voneinander abspaltenden Universen möglich. Dabei wird das unterschiedliche Ergebnis der Messung in diesen jeweils durch ein rotes oder blaues Licht angezeigt und über in Superposition stehende Ionen können Informationen ausgetauscht werden, wobei ihr Quantenzustand dann jedoch kollabiert und dadurch insgesamt nur begrenzt viele Informationen getauscht werden können. Menschen reagieren unterschiedlich auf die Technologie und die Gespräche mit ihrem Paraselbst (Abkürzung für „Parallel Self“). Einige verfallen suchtartig dem Eskapismus aus ihrem eigenen Leben, andere dem Neid auf Erfolge ihres Paraselbst und Selbstvorwürfen für ihre Entscheidungen. Untersuchungen der Chaostheorie beim Wetter mithilfe eines Prism und dem Einfluss von diesem auf Geburten mithilfe eines separaten Prism treiben sogar sich von der Technologie fernhaltende Menschen in die Depression, da ihre Entscheidungen ihnen nun sinnlos vorkommen und von anderen Menschen erzeugte Versionen von sich selbst einen Identitätsverlust herbeiführen.
Nat verkauft Prism im Geschäft ihres Bosses Morrow und schleicht sich in eine Selbsthilfegruppe ein, um die durch die Benutzung eines Prism zum Drogenkonsum getriebene Vinessa zur Abgabe von diesem zu überreden. Nat und Morrow wissen von dem enormen Wert des Prism, da dieser mit einer alternativen Realität verbunden ist, in welcher ein Autounfall anders ablief. In ihrer Welt überlebte der Popsänger Scott Otsuka und der Schauspieler Roderick Ferris starb, während die Rollen des verheirateten Paares in der anderen Welt vertauscht sind. Scott kann zwar über Prism immer noch mit Roderick reden, verzichtet darauf jedoch, um kein drittes Rad am Wagen eines verheirateten Paares zu sein. Nat und Morrow sowie ihr jeweiliges Paraselbst in der anderen Welt erhoffen sich jedoch das jeweilige Interesse der einsamen Männer an ihrem jeweiligen Prism. Durch eine leidenschaftliche Rede über den Sinn guter Entscheidungen, etwa weil selbst kleine jede mögliche Version verbessern, gibt Vinessa ihren Prism auf und Nat kauft diesen anschließend. Morrow wird daraufhin aufgrund eines Finanzbetruges mit einem Prism erschossen, sodass Nat und das Paraselbst von Morrow das Geschäft durchführen. Entgegen ihrer bisherigen Philosophie, immer Vorteile für sich selbst zu akzeptieren, verzichtet Nat jedoch letztendlich auf Geld von Scott im Gegenzug für den Prism zu Roderick. Einige Tage später, nach Rückkehr zu einer anderen Selbsthilfegruppe, erhält sie anonym ein Tablet mit Aufnahmen alternativer Versionen von sich selbst übertragen durch ein sehr altes Prism, die dadurch entsprechend teuer gewesen sein müssen.

## Hintergrund
Im Nachwort von Exhalation: Stories schreibt Ted Chiang, agnostisch gegenüber der Viele-Welten-Interpretation zu stehen. Selbst wenn diese korrekt sei, wäre seine Überzeugung, dass unsere Entscheidungen sich dann gegenseitig auslöschen. („I’m pretty confident that even if the many-worlds interpretation is correct, it doesn’t mean that all of our decisions are canceled out.“) Denn wenn der Charakter eines Individuums durch dessen Entscheidungen über die Zeit entschieden werde, dann gelte dies ebenfalls über viele Welten hinweg. („If we say that an individual’s character is revealed by the choices they make over time, then, in a similar fashion, an individual’s character would also be revealed by the choices they make across many worlds.“)

## Auszeichnungen
Angst ist der Taumel der Freiheit war in der finalen Auswahl für den Hugo Award und Locus Award sowie nominiert für den Nebula Award für beste Novelle im Jahr 2020 und erreichte bei ersteren beiden jeweils den fünften und vierten Platz.

## Kritik
Tobias Carroll schreibt im Reactor Magazine, dass die Novelle von fehlerhaften Charakteren handelt, die schlechte Entscheidungen treffen und versuchen, zu besseren zu kommen („about flawed characters making bad decisions and trying to make better ones“). Dabei sei das zentrale Konzept erschütternd in seinen Auswirkungen, aber seine Hauptcharaktere fühlen sich auch zutiefst einzigartig an – selbst wenn der Kern der Geschichte mehrere Variationen von ihnen beinhaltet („central concept is staggering in its implications, but its central characters also feel deeply singular—even when the point of the story involves multiple variations on them“). Dies biete sowohl Schock als auch Empathie, ebenso wie die Prism sei dabei mehr enthalten als zunächst erkennbar („offers shocks and empathy both; like the prisms within it, it contains far more than you might thin“).
Adam Roberts schreibt in The Guardian, dass Ted Chiang eine geniale und gut ausgearbeitete Prämisse in emotional zufriedenstellender Art entwickelt und dabei untersuche, wie verletzlich Menschen auf “Was wäre wenn?”-Denken reagieren („develops an ingenious, rigorously worked-through SF premise in ways that are emotionally resonant, examining how deeply vulnerable human beings are to “if only … ” thinking“).